# شاوو
شاوو (بالصينية: 邵武) هي مدينة من مدن الصين. تبلغ مساحتها 2837 كم².

## المناخ
يظهر الجدول التالي التغييرات المناخية على مدار السنة لشاوو:
| البيانات المناخية لـشاوو                                | البيانات المناخية لـشاوو | البيانات المناخية لـشاوو | البيانات المناخية لـشاوو | البيانات المناخية لـشاوو | البيانات المناخية لـشاوو | البيانات المناخية لـشاوو | البيانات المناخية لـشاوو | البيانات المناخية لـشاوو | البيانات المناخية لـشاوو | البيانات المناخية لـشاوو | البيانات المناخية لـشاوو | البيانات المناخية لـشاوو | البيانات المناخية لـشاوو |
| الشهر                                                   | يناير                    | فبراير                   | مارس                     | أبريل                    | مايو                     | يونيو                    | يوليو                    | أغسطس                    | سبتمبر                   | أكتوبر                   | نوفمبر                   | ديسمبر                   | المعدل السنوي            |
| ------------------------------------------------------- | ------------------------ | ------------------------ | ------------------------ | ------------------------ | ------------------------ | ------------------------ | ------------------------ | ------------------------ | ------------------------ | ------------------------ | ------------------------ | ------------------------ | ------------------------ |
| الدرجة القصوى °م (°ف)                                   | 27.5 (81.5)              | 32.6 (90.7)              | 32.8 (91.0)              | 35.1 (95.2)              | 35.7 (96.3)              | 37.3 (99.1)              | 40.4 (104.7)             | 40.3 (104.5)             | 38.3 (100.9)             | 35.8 (96.4)              | 31.9 (89.4)              | 25.7 (78.3)              | 40.4 (104.7)             |
| متوسط درجة الحرارة الكبرى °م (°ف)                       | 12.9 (55.2)              | 14.6 (58.3)              | 17.9 (64.2)              | 23.6 (74.5)              | 27.7 (81.9)              | 30.4 (86.7)              | 34.0 (93.2)              | 33.5 (92.3)              | 30.6 (87.1)              | 26.3 (79.3)              | 20.8 (69.4)              | 15.7 (60.3)              | 24.0 (75.2)              |
| المتوسط اليومي °م (°ف)                                  | 7.5 (45.5)               | 9.5 (49.1)               | 12.8 (55.0)              | 18.1 (64.6)              | 22.2 (72.0)              | 25.3 (77.5)              | 27.9 (82.2)              | 27.4 (81.3)              | 24.7 (76.5)              | 19.8 (67.6)              | 14.0 (57.2)              | 8.7 (47.7)               | 18.2 (64.7)              |
| متوسط درجة الحرارة الصغرى °م (°ف)                       | 4.0 (39.2)               | 6.2 (43.2)               | 9.5 (49.1)               | 14.5 (58.1)              | 18.6 (65.5)              | 21.9 (71.4)              | 23.7 (74.7)              | 23.5 (74.3)              | 20.8 (69.4)              | 15.6 (60.1)              | 9.8 (49.6)               | 4.3 (39.7)               | 14.4 (57.9)              |
| أدنى درجة حرارة °م (°ف)                                 | −6.6 (20.1)              | −4.3 (24.3)              | −4.3 (24.3)              | 3.7 (38.7)               | 8.4 (47.1)               | 13.5 (56.3)              | 19.2 (66.6)              | 18.0 (64.4)              | 11.6 (52.9)              | 2.2 (36.0)               | −2.6 (27.3)              | −8.5 (16.7)              | −8.5 (16.7)              |
| الهطول مم (إنش)                                         | 77.6 (3.06)              | 122.0 (4.80)             | 218.6 (8.61)             | 258.5 (10.18)            | 251.2 (9.89)             | 362.9 (14.29)            | 155.2 (6.11)             | 144.7 (5.70)             | 85.9 (3.38)              | 53.0 (2.09)              | 65.2 (2.57)              | 46.3 (1.82)              | 1٬841٫1 (72.5)           |
| متوسط الرطوبة النسبية (%)                               | 81                       | 82                       | 83                       | 82                       | 82                       | 83                       | 79                       | 79                       | 79                       | 78                       | 80                       | 79                       | 81                       |
| المصدر #1: China Meteorological Data Service Center     |                          |                          |                          |                          |                          |                          |                          |                          |                          |                          |                          |                          |                          |
| المصدر #2: Weather China (precipitation days 1971-2000) |                          |                          |                          |                          |                          |                          |                          |                          |                          |                          |                          |                          |                          |

## أعلام
- هي جيتينغ